# ولادیمیر کارا-مورزا
ولادیمیر کارا-مورزا (روسی: Владимир Владимирович Кара-Мурза؛ زادهٔ ۷ سپتامبر ۱۹۸۱) سیاستمدار اهل روسیه است. او که دست نشانده بوریس نمتسف است، به عنوان نایب رئیس سازمان غیردولتی روسیه آزاد، که توسط تاجر و الیگارش سابق روسی میخائیل خودورکوفسکی تأسیس شده‌است، فعالیت می‌کند تا جامعه مدنی و دموکراسی را در روسیه گسترش دهد. او در سال ۲۰۱۲ به عضویت شورای هماهنگی اپوزیسیون روسیه انتخاب شد و از سال ۲۰۱۵ تا ۲۰۱۶ به عنوان معاون رهبر حزب آزادی خلق فعالیت می‌کرد. او دو مستند به نام‌های «آنها آزادی را انتخاب کردند» و «نمتسوف» را کارگردانی کرده‌است. از سال ۲۰۲۱، او به عنوان عضو ارشد مرکز حقوق بشر رائول والنبرگ فعالیت می‌کند. و همچنین در سال ۲۰۱۸ جایزه شجاعت مدنی را دریافت کرده‌است.
در آوریل ۲۰۲۲، کارا مورزا به اتهام سرپیچی از دستورات پلیس دستگیر شد. بعداً پس از معرفی اتهامات جدید «بی‌اعتبار کردن» ارتش، بازداشت وی تمدید شد و در ماه اکتبر، اتهام‌های جدید خیانت علیه وی معرفی شد.